# Ronin (Comic)
Ronin ist der Titel einer Graphic Novel von Frank Miller. Der erste von sechs Bänden erschien zuerst bei DC Comics im Juli 1983. Die deutsche Übersetzung wurde 1990 vom Carlsen Verlag herausgegeben.
Frank Miller erzählt die Geschichte eines herrenlosen Samurai (sog. Rōnin), der seinen durch einen Dämon getöteten Herrn rächt und dabei sein eigenes Leben opfert. Durch einen Fluch des sterbenden Dämons wird sein Schicksal untrennbar mit dem des Dämons verbunden. Viele Jahrhunderte später, in einem postapokalyptischen New York, das von Großkonzernen, Straßengangs und Menschenfressern beherrscht wird, begegnen sich der Ronin und der Dämon erneut. Es kommt zum Showdown, bei dem schließlich das Schicksal der Erde auf dem Spiel steht.

## Handlung
Die Geschichte handelt von einem Samurai, dessen Herr Ozaki vom Dämon Agat getötet wird, um an dessen Schwert zu gelangen, das von Blut gestärkt wird und in der Lage ist, den Dämonen Agat zu besiegen, wenn es das Blut eines Unschuldigen vergossen hat. Getarnt als Geisha gelingt es Agat, Ozaki zu töten. Am Grabe seines Herrn will der Protagonist Seppuku begehen, wird jedoch vom Geist seines Herrn um Rache gebeten. Als herrenloser Samurai rächt er seinen Herrn, indem er im Kampf das Schwert durch sich stößt und dank seines unschuldigen Blutes den Dämonen zu verletzen mag. Agat jedoch verbannt sich und den Ronin in das Schwert.
Im New York der düsteren Zukunft gelangt das Schwert in den Aquarius-Komplex der Aquarius Corporation. Der Komplex ist eine Mischung zwischen Maschine und Organismus. Gesteuert wird der Komplex von einer künstlichen Intelligenz namens Virgo. Im Komplex ist auch der wegen eines Gendefekts gliedmaßenlose Billy Challas. Er verfügt über paranormale Kräfte und an ihm werden künstliche Prothesen erprobt. In seinen Träumen erlebt er die Geschichte des Ronins und von Agat. Virgo und Billy sind erstaunt über die Details, da Billy nie eine Ausbildung über das alte Japan hatte. Es stellt sich heraus, dass das Schwert bei einem Test explodiert ist und die ganze Versuchsanlage zerstört hat. Durch den Versuch wurden die Seelen vom Ronin und Agat aus dem Schwert befreit. Im Auquarius-Komplex geht ein Alarm los und es stellt sich heraus, dass Agat dort eindringt, um die Technologie sich zu eigen zu machen. Der Ronin übernimmt den Körper von Billy und während der Transformation werden die Prothesen auch miteinbezogen.
Der Ronin wacht in der Kanalisation auf. Er wird auf der Suche nach dem Schwert von einer Gang verprügelt. Der ohnmächtige Ronin wird dabei verschleppt und sein futuristischer Arm abgetrennt. Der Ronin kann jedoch den Arm mit den telekinetischen Kräften von Billy steuern und bringt alle Angreifer um.
Währenddessen tötet Agat Taggart, einen führenden Projektleiter der Aquarius Corporation, und nimmt dessen Form an. Er stellt im Aquarius-Komplex Waffen her, was den Erfinder Peter McKenna erzürnt, da er die Technologie nicht für gewalttätige Zwecke schuf. Er erkennt, dass es sich um einen Doppelgänger von Taggart handelt und will von Virgo wissen, was mit dem echten Taggart geschehen ist. Doch Agat und Virgo schließen sich zusammen und Peter McKenna wird so ein Gefangener von Agat.
Casey McKenna, die Sicherheitschefin der Corporation und Ehefrau von Peter McKenna, bekommt von Virgo den Auftrag, den Ronin zu finden, da er schließlich Billy absorbiert hat. Doch ihr Team wird vom Ronin getötet. Casey will den Ronin töten, doch Taggart weist sie darauf hin, dass Billy, der im Ronin ist, für das Unternehmen noch nützlich wäre. Als sie ihn findet, befindet er sich gerade bei den Nazis und Schwarzen, von welchen er über einen Hippie den Auftrag erhalten hat, den Führer der anderen Gruppierung zu töten. Casey wird von den Gangs bewusstlos geschlagen und den Kannibalen vorgeworfen. Der Ronin tötet die jeweiligen Führer und befreit dann Casey, wodurch sie sich in ihn verliebt.
Derweil finden Peter und seine Therapeutin Sandy heraus, dass Billy mächtiger als Virgo wäre, dessen Kräfte wegen eines traumatischen Erlebnisses eingeschränkt sind. Es stellt sich heraus, dass Billy die ganze Geschichte vom Ronin basierend auf einer Fernsehsendung, die er als Kind mochte, entworfen hat.
Casey und der Ronin sind plötzlich wieder im alten Japan, wo sie den Untertanen von Agat begegnen, welche aber Roboter von Aquarius sind. Virgo versucht den Ronin geistig zu bekämpfen, indem er Billys Trauma hervorhebt. Durch den Zorn stellt Billy die Illusion vom alten Japan wieder her und zerstört seine Feinde.
Casey kämpft sich wieder zum Aquarius-Komplex durch gegen einen Roboter der in Billys Illusion als ein Dämon erscheint. Es stellt sich heraus, dass der Komplex mittlerweile fast die ganze Stadt einnimmt. Es gibt einen Stromausfall, den der Ronin verursacht hat, damit Casey wieder aus dem Komplex kann. Virgo nutzt erneut das Trauma von Billy aus und imitiert seine Mutter, wodurch Billy einwilligt, nichts zu unternehmen, solange Virgo Casey nichts antut.
Casey befreit Peter und dieser sagt ihr, dass Virgo Billy manipuliert und die einzige Möglichkeit dies zu unterbinden ist, dass die Fantasie von Billy versagen muss. Peter wird von Virgos Robotern getötet. Billy will sich Virgo entgegensetzen, doch Virgo imitiert dessen Mutter und nutzt erneut sein Trauma aus.
Casey trifft auf Peter, der ein Cyborg geworden ist. Er erklärt Casey. dass Virgo auf eine Art lebendig ist, aber nicht vollständig. Durch Billys erweiterten Geist bekam Virgo ein Gewissen und um mehr zu erhalten, brachte sie Billy dazu sich die Geschichte auszudenken und in seiner eigenen Fantasie gefangen zu werden. Dadurch will Virgo die dominante Spezies auf dem Planeten werden. Casey verlangt von Virgo, dass sie zum Ronin gebracht wird. In seiner Nähe ist sie wieder in der Fantasiewelt. Als sie sich küssen, werden sie von Agat angegriffen und Casey erschießt ihn, doch es handelt sich nur um einen Roboter.
Casey erkennt, was sie tun muss, um das Ganze zu beenden. Sie erniedrigt den Ronin. Als der Ronin Seppuku begeht, wird er wieder zu Billy, der mit Virgo streitet. Als sich der Ronin das Schwert ins Herz stößt und von Casey geköpft wird, zerstört Billy mit einem telekinetischen Angriff den ganzen Aquarius-Komplex und damit auch die ganze Stadt. Am Ende sind nur Casey und der Ronin übrig.

## Verfilmung
1998 unterschrieb Darren Aronofsky einen Vertrag mit New Line Cinema über die Verfilmung der Serie. 2007 kündigte Gianni Nunnari, der Produzent von 300, an, dass er den Film produzieren und Sylvain White die Regie übernehmen werde.